# 김보선
김보선(1985년 ~)은 밴드 WEEGO 소속인 대한민국의 가수다. 2013년 싱글 [함께 걸어요]로 데뷔했다.

## 방송
- 스타 오디션 위대한 탄생 3 - Top24